# Rafael Lucio (kommun)
Rafael Lucio är en kommun i Mexiko.   Den ligger i delstaten Veracruz, i den sydöstra delen av landet, 230 km öster om huvudstaden Mexico City. Antalet invånare är 7 023. Arean är 11,5 kvadratkilometer.
Terrängen i Rafael Lucio är kuperad norrut, men söderut är den platt.
Följande samhällen finns i Rafael Lucio:
- Rafael Lucio
- Piletas
- El Rosario
- Colonia Tres de Mayo
- El Barrial